# 星光少女 (漫畫)
『星光少女』（作者：朝吹茉莉／原作：Takara Tomy、Syn Sophia）基於日本的少女漫畫作品。集英社『Ribon』被連載在2010年8月號至2012年6月號。單行本全5卷。

## 漫畫概要
於2010年7月15日開始，推出的卡牌交換遊戲街機 ——『星光少女 迷你裙』，在開始推出遊戲的同時，亦開始連載漫畫化的作品。其後，2011年把同樣的遊戲作為電視動畫『星光少女 極光之夢』的原作，但由於製作委員会中，小學館也有出資金的關係，所以亦有競爭雜誌的『Ciao』；另外藤實理緒的作畫與遊戲的原作相同，所以他漫畫化的作品亦並行被連載，不過這屬於破例的事件；雖然沒有結束連載第2期『星光少女 Dear My Future』，但經過移動，所以有了前後變化，並在2012年6月號完結。在本作的完結後，『Ribon』雜誌上有關『星光少女』的情報專區仍然繼續。

## 遊戲和動畫的不同之處
至於設定方面，人物的要素也有很大分別；特別是企鵝老師的造形，自遊戲開始就被改變了。另外，在遊戲和動畫裡面擁有小動物模樣的吉祥物，不在漫畫中登場亦成為最大的特徴。還有，在漫畫故事中，登場的星光跳躍也包含著不在遊戲裡登場的原創東西。
還有，在登場角色中的藤堂兄妹，即是本作中的「響」、「花音」都以漢字作記載、但在遊戲和動畫之中的「Hibiki」、「Canon」都以假名作記載。

## 內容簡介
第一卷：
天宮旋是一個明亮積極的初中二年級學生！！小旋沉醉在新的體育「Prism Dance Skating」的舞蹈和跳躍之中在任何地方也像溜冰一樣滑行著。即使她在滑冰時十分笨拙但是每天也在努力練習！？人氣旺盛的大型遊戲機正式漫畫故事作品，第1卷。全部擠滿著時尚、戀愛和友情，都女性喜歡的東西！！
第二卷：
小旋與莎莉娜、花音組成隊伍「Asterhythm（アスタリズム）」！等一場正式大會的對手，性感可愛的姐妹組合「可愛（キューティー）」！！以「白銀」等级作為目標，熾熱的跳舞戰鬥即將開始。
第三卷：
小旋等人的「Asterhythm（アスタリズム）」，躍升到令人驚嘆的「白銀」等级。在她們三人的面前遇上神秘的組合「風來月華」出現。「風來月華」向小旋、莎莉娜、花音各自提出舞蹈戰鬥宣言。到底各自的戰鬥結果如何…！？
【收錄作品】星光少女 番外篇
第四卷：
為了跨過各自的弱點，猛烈特訓對小旋、莎莉娜、花音的「Asterhythm（アスタリズム）」並不足夠。以「黃金」等级作為目標的戰鬥、露出壓倒性的實力向勝利前進。這是緣份的對手，與「風來月華」戰鬥開始！小旋等人的命運到底如何…！？
第五卷：
為了與「Callings」站在同一舞台上、小旋等人「Asterhythm（アスタリズム）」努力拚命在課業中。在最高舞台的姿態成為了一個希望的時候…故事，達到興奮的頂點！！收錄3篇番外篇，莎莉娜的母親與天宮曲的感動故事！！
【收錄作品】星光少女 番外篇

## 登場人物

### Asterhythm
天宮旋（Amamiya Rhythm）
背景：故事主角。14歲，中學2年級學生，自幼時母親去世與父親一起生活。
生日：4月16日
星座：白羊座
血型：O型
自稱：我（あたし）
口頭禪: Let's Show Time
性格：明亮積極，即使痛苦也不滅笑容（與遊戲和動畫版不同，在開始時是個運動白痴並未熟練的）。以天生明亮的性格，有使周圍的觀眾甚至對手非常高興的才能。也有想幫助別人的同情心。
以星光舞者為目標入讀星光學院與同級同學莎莉娜、花音組成隊伍「Asterhythm（アスタリズム）」，以三人形式挑戰正式大會。繼承去世的母親天宮曲潛在的能力還是未知之數；在強敵出現並陷入危機時，身體發動流通的狀態，而莎莉娜、花音也有可能發揮超乎常人的力量。但是本人還沒注意到自己真正的能力。對於響的設定打從心底裏與遊戲版和動畫版不同，當初只覺得響是個令人自己不喜歡的性格，但後來漸漸接受他也互相吸引（不過本人並不承認）。
藤堂花音（Todo Canon）
背景：13歳的中學2年級學生。
生日：11月3日
星座：天蝎座
血型：O型
自稱：我（私）
性格：平時是一位友好、性情溫和的少女；但發怒時十分可怕，連語調也變得十分粗暴。
設定：與小旋、莎莉娜組成隊伍，是「Asterhythm（アスタリズム）」的命名者。「Asterism」意思是星群、或是一個被恒星連繫的星座，名字所包含的意味是「三人團結」的願望。擁有非常華麗表演力的持有者，那實力就連莎莉娜也輸一等；但由於太穩定，所以被「風來月華」指出沒有個性，但多虧躊躇的小旋、莎莉娜才注意到自己的舞蹈也很特別。因為小學4年級搬遷到渡的鄰家，所以受渡的影響開始跳舞，但因哥哥響以「你的性格不適合這職業」為理由反對入學。在隊伍內明亮地鼓勵未熟練的小旋，並且勸解性急的莎莉娜，擔任調停的角色。（在遊戲以及動畫裏面的兩人也很喜歡表演相聲，但在漫畫內幾乎没有描寫她與莎莉娜表演相聲）。本人還不知道對渡抱著模糊戀慕的心，不過在章節的尾部能夠看到。
城之內莎莉娜（Jonouchi Serena）
背景：13歳的中學2年級學生。
生日：7月6日
星座：巨蟹座
血型：A型
自稱：人家（ウチ）。
性格：稍微暴燥、易怒；性格爽快，但並不饒恕別人侮辱自己的朋友。
設定：以首名通過Prism School入學審查的天才少女。說話有關西口音。在作品第一卷中已經登場，比花音還要快。自身被迫背負母親曾經無法實現的星光舞者的夢想與期待；在入學的初期曾輕視小旋的舞蹈並未熟練。但在廣場上感受到小旋心底裏享受跳舞的態度，因而受到感化接受小旋成為朋友並且同心合力（但與遊戲和動畫不同，結尾只有模糊的描寫小旋，幾乎沒有說過她經常表演相聲）。

### Callings
藤堂響（とうどう ヒビキ）
背景：14歳。與妹妹花音住在夥伴渡的鄰家，與渡是童年的朋友的關係。
生日：10月25日（在遊戲部份，小旋指出「響是天蠍座」，與漫畫的敘述相符。）
星座：天蠍座
血型：B型
自稱：我（俺）
性格：性情冷淡，天性認真的少年。
認定：在小旋的入學審查的練習中，與小旋相遇。對小旋具有諷刺意味的冷淡，不過有時卻給予鼓勵。由於結局顯示，半年後與渡一起到美國表演星光時尚秀，這與活動據點遷移之事變得相符。其中5卷的番外篇，描寫直到與小旋相遇為止的心境，並且對小旋的感情也變得清楚。
日向渡
背景：14歳。
生日：12月14日
星座：射手座
血型：O型
自稱：我（僕）
性格：擁有優秀明亮的調子，並且精通情報的少年。
認定：對少女和善客氣是他的宗旨；對冷淡的響，會擔當遵從的角色；因為對小旋也十分和善，所以小旋對他都抱有好感。

### 認定會的對戰隊伍
可愛（キューティー）
在正式大會第一場對戰中，與「Asterhythm（アスタリズム）」對戰的三姊妹組合。用曝露的高性感系服裝作為宣傳。三姊妹中夢娜（モナ）擔任智囊團的角色，使用筆記型電腦立即分析對手的數據。
古典（クラシカル）
在正式大會決賽對戰中，與「Asterhythm（アスタリズム）」對戰；「黑」與「白」的雙子姊妹組合。從小時候開始受到著精英教育。根據星光學院的入學規定年齡通常14歲才獲得認可入學；但他們以特例事件，在9歲時破例入學。黒髪的是「黑」，茶髪的是「白」。
風来月華（ふうらいげっか）
實力雖然被評為最適合作為的黃金等級，但長時間停留在白銀的級別。成員的三人都輕視對手，都有著信心過剩的性格問題。在白銀等級正式大會前，三人各自對小旋、莎莉娜、花音開始進行夜襲，最後卻輸給有壓倒性差別的「Asterhythm（アスタリズム）」，但保證會向他們再度挑戰。
以下是組員人物：
- 風見飛鳥（風見飛鳥）：身穿孩子氣服飾，並且是隊伍中的隊長。
- 花山院櫻都（花山院桜都）：有著日式外表和團子頭的少女。
- 不明（本名在本卷結束為止，仍然沒有揭曉）：身穿貓型的服飾，露出雙重貓齒，在語尾會加上「喵」音。

流行風格（ポップスタイル）
在白銀等級正式大會的第一場對戰中，與「Asterhythm（アスタリズム）」對戰的兩人組合。

### 其他人物
企鵝老師（ペンギンせんせい）
在星光學院作為講師，指導著青銅等級的學生。與遊戲和動畫有所差異，有著人類的姿態，不過在髮型上，惜別能窺視原來的身姿。外表雖年輕卻置身於世俗事務期間培養出不少的星光舞者，以前優秀的星光舞者都受到他認定。已看穿小旋的資質，讓小旋、莎莉娜和花音通過星光學院的入學考試，與此同時為他們時編成「星韻Asterhythm（アスタリズム）」。從開頭到小旋的潛力得到解放，有著明顯的差異，基本上的打扮變得嚴肅。
城之內凱倫（じょうのうち かれん）
是莎莉娜的母親。過去以成為星光舞者為目標到星光學院上課卻遭受挫折而放棄，之後跟現時的丈夫跨國結婚。只是被確認是「母親」，在竭盡中名字不明。
對女兒莎莉娜託付著自己無法實現成為星光舞者的夢想，從她年幼時開始施予徹底的精英教育。
在動畫第一季36話中，純在閱覽的PC畫面上，顯示選手數據「JOUNOUCHI KAREN」和姓名。不過因為以羅馬字表記載「凱倫（かれん）」，所以「（かれん）」的漢字記載卻不明。
天宮曲（あまみや そなた）
是小旋的母親，早已去世（去世的原因在漫畫本編不被顯示。不過在漫畫本編結束後，2012年7月推出的『夏季大增刊號特別緞帶STAR』刊載的番外篇，明確地指出是因遇上交通意外而去世），生前被稱為傳說中的星光舞者，曾教授年少時的小旋學習溜冰還有經常帶她看星光時尚秀，促使小旋開始溜冰的契機也很珍惜自己遺留下來的溜冰鞋。另外小旋曾在會場目擊母親跳極光騰躍的瞬間，因此能夠對跳躍有明確的記憶。
與動畫情節不同，結婚的事被對外公佈的；因此，在被提起的時候會貫上「天宮」的性氏。對小旋有作為母親的愛與接觸、也有少量糊塗父母的部分。
黑毆納（Poron）
是小旋的寵物，是一隻兔子，只登場於遊戲機臺中。

## 用語解說
Prism Dance Skate『プリズムダンススケート』
像普通的溜冰鞋一樣的Prism Shoes，能夠在任何地方自由地滑行，能夠顯示跳躍、舞蹈表演的虛構運動。是小旋的世界裏人氣旺盛的活動。
星光舞者（Prism Star）『プリズムスター』
專業的星光舞蹈溜冰者。小旋的母親也是非常出名的星光舞蹈溜冰者。
Prism School『プリズムスクール』
培育星光舞者的名門學校。從最下至上的等級被分為青銅、白銀、黃金，如果不通過嚴格實際審查的話，不能入學。

## 單行本
- 朝吹茉莉、『星光少女』 集英社〈RIBON MASCOT COMICS〉、既刊4卷

1. 2011年04月06日初版 ISBN 978-4-08-867115-4
2. 2011年05月18日初版 ISBN 978-4-08-867122-2
3. 2011年10月19日初版 ISBN 978-4-08-867149-9
4. 2012年04月17日初版 ISBN 978-4-08-867193-2
5. 2012年10月20日初版 ISBN 978-4-08-867227-4